# Базар (Загатальский район)
Базар (азерб. Bazar) — село в Загатальском районе Азербайджана. Входит в Чобанкёлский муниципалитет.

## География
Расположено к югу от районного центра Загатала.

## Топонимика
По преданию Базар как населённый пункт образовался от находившегося поблизости рынка.

## История
По сведениям камерального описания 1869 года Базаръ Алиабатского наибства населяли «мугалы», то есть азербайджанцы.
В своде статистических данных о населении Закавказского края 1886 года упоминается село Базаръ Кумурского сельского общества Закатальского округа. 89 дымов и 349 жителя, «татары» под которыми следует понимать азербайджанцев, причём все жители мусульмане-сунниты.
В 2012 году село сильно пострадало в результате землетрясения.

## Население
Согласно сведениям Азербайджанской сельскохозяйственной переписи 1921 года село Базар Закатальского уезда Азербайджанской ССР вместе с селом Кумур образовывали Кумурское сельское общество. В Базаре насчитывалось 59 хозяйств, население числом 200 человек состояло в основном из азербайджанцев, указанных в источнике как «мугалы».